# بانتزی
بانتزی (به ایتالیایی: Banzi) یک کومونه در ایتالیا است که در استان پوتنزا واقع شده‌است.

## خصوصیات
بانتزی ۱٬۸۰۰ نفر جمعیت دارد.